# Camfrog
Camfrog è un programma di videochat. Tra le caratteristiche del software la possibilità di collegare in una sola stanza oltre  mille utenti.
Il programma è inoltre molto popolare tra le comunità online di sordi, presso le quali il programma in questione è largamente diffuso. Le versioni distribuite sono compatibili con Windows, Linux (solo il server delle chatroom), macOS e Windows Mobile.
Le caratteristiche più importanti sono il multiutility con cui è possibile vedere più webcam contemporaneamente, per fare ciò bisogna acquistare la versione pro (seriale che sblocca alcune funzionalità) l'IM user con cui è possibile chattare in privato con chi si desidera.
All'interno delle varie stanze gli user sono indicati con colori diversi:
- Proprietari sono rossi
- Operatori (Moderatori) sono verdi
- Amici sono blu
- User in generale sono neri
- I nomi evidenziati in grassetto sono in possesso della versione pro (usano la versione commerciale del software)
- Carattere regolare per gli user che non l'hanno acquistata
- CamfrogAdminN CamfrogAdminJ CamfrogModerator CamfrogModerator1 CamfrogModerator2 ThailandMOD ThailandTOS

## Le Stanze di Camfrog
Di seguito la lista delle stanze ospitate nei server di Camfrog:
- Camfrog (la comunità in generale)
- CamfrogAsia (la comunità degli asiatici)
- CamfrogScotland (la comunità dei celtici)
- CamfrogWorld (quello internazionale)
- SuperCamfrog (quello degli adolescenti)
- HablaEspanol (la comunità ispanofoni)
- Italiano (la comunità di lingua madre italofoni)
- Deutsch (quello germanofoni)
- Single (la comunità degli scapoli)
- Francophone (quella della comunità dei francofoni)
- LatinoAmerica (la comunità degli sudamericani)
- SpeakEnglish (quella degli anglofoni)
- SignLanguage (la comunità delle lingue dei segni)
- Vlaams (quella dei fiamminghi)
- CamfrogHelp (la stanza tecnica di Camfrog)

## Versione Server
Camfrog Server è il programma per avviare le stanze, che è possibile vedere con Camfrog Client.
Versione attualmente in uso 6.0, disponibile anche per Linux.
Comandi
/ver - visualizza la versione del server e il tempo di uptime
/msg - invia un messaggio privato
/stat o /stats - visualizza le statistiche
/ignore - gestisci la lista ignore
/quit o /exit - uscita
/setopt - cambia impostazserverioni del
/oplist - gestisci lista operatori
/banlist - gestisci lista ban
/reloadol - ricarica lista operatori
/reloadbl - ricarica lista ban
/clearol - cancella la oplist
/clearb - cancella la banlist l
/addfriend - aggiungi amico del server
/delfriend - rimuovi amico del server
/punish - punisci utente
/unpunish - rimozione punisci utente
/punishlist - visualizza lista degli utenti puniti
/blockmic - blocca microfono
/unblockmic - sblocca microfono
/ban - banna utente
/banip - banna utente da Ip
/kick - caccia utente
/ip - visualizza ip dell'utente
/whowatching - controlla chi sta guardando questo utente
/watchlist - controlla da chi è guardato l'utente
/topic - imposta argomento (topic) della stanza
/notopic - cancella argomento (topic) della stanza
/moderator - abilita/disabilita modalità moderata